# Zeid bin Hussein
Zeid bin Hussein (28 febbraio 1898 – Parigi, 18 ottobre 1970) fu membro della famiglia reale degli Hashemiti, secondo in linea di successione nel Regno d'Iraq e poi pretendente al trono.

## Biografia

### Infanzia ed educazione
Il principe Zeid era il quarto figlio di Hussein bin Alì, Sharif della Mecca, e unico con la terza moglie, Adila Khanum. Studiò al Liceo Galatasaray e poi al Robert College a Costantinopoli, e in seguito al Balliol College, Oxford.

### Carriera militare

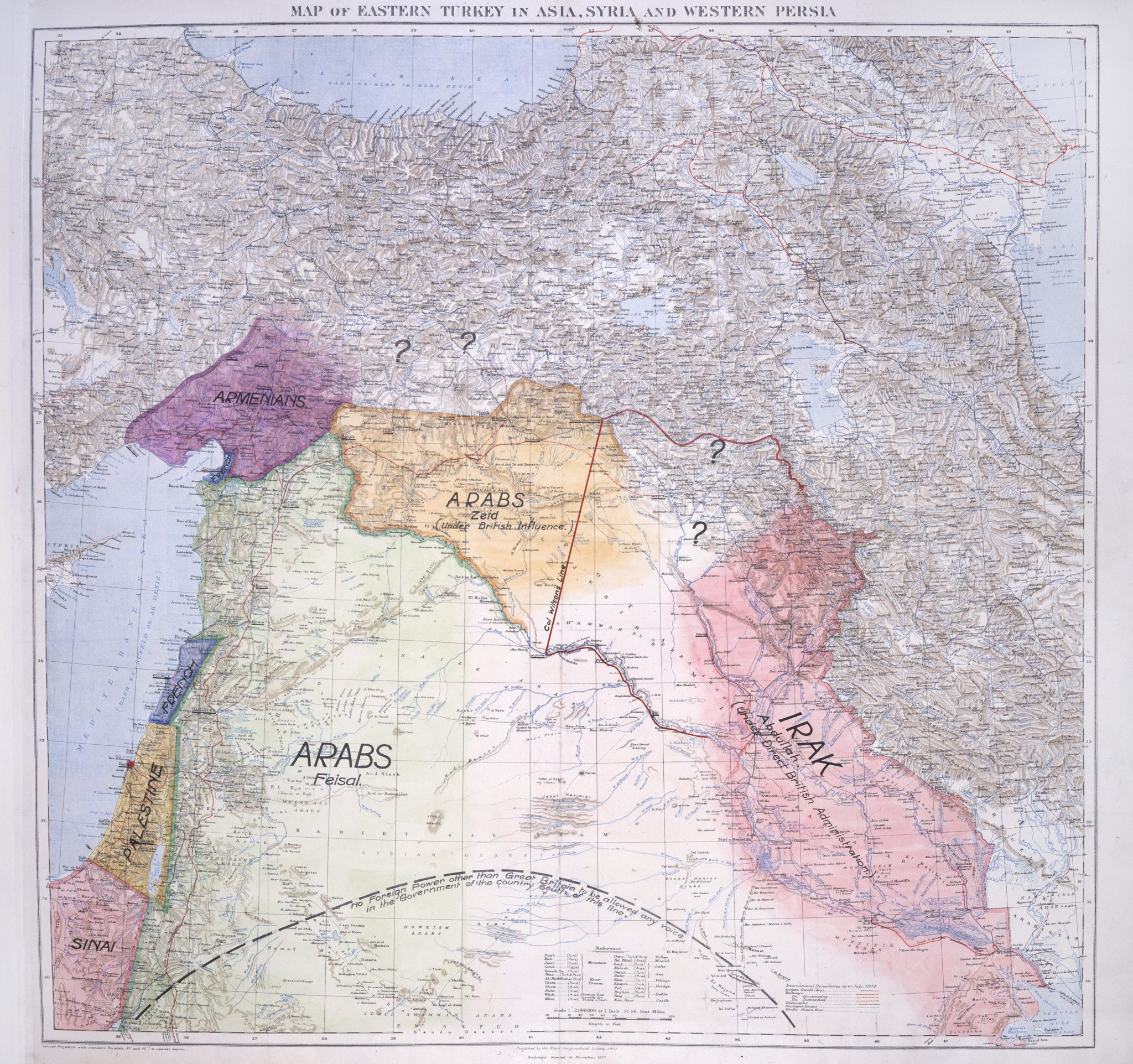
Mappa del novembre 1918 per l'assetto del Medio Oriente disegnata da T.E. Lawrence

Dal 1916 al 1919 il principe Zeid fu il comandante dell'esercito arabo del nord e nel 1918 Thomas Edward Lawrence suggerì di renderlo sovrano dell'area nordoccidentale della Siria. L'inizio del dominio francese portò alla sua assegnazione alla cavalleria irachena, dove fu promosso a colonnello dal fratello re Faysal I d'Iraq.

### Matrimonio
Nel novembre 1933 sposò la principessa Fahrelnissa Zeid ad Atene. Dal matrimonio nacque un solo figlio, il principe Ra'ad bin Zeid.

### Carriera diplomatica
Zeid divenne poi ambasciatore iracheno a Berlino e ad Ankara negli anni '30 e a Londra negli anni '50, restando per tutta la vita secondo o terzo in linea di successione al trono iracheno subito dopo il nipote Abd al-Ilah ibn Ali al-Hashimi, che servì anche da reggente dal 1939 al 1953.

### Pretendente al trono dell'Iraq
Il 14 luglio 1958 il principe Zeid divenne capo della Casa Reale d'Iraq in seguito all'assassinio del pronipote re Faisal II d'Iraq e del principe Abd al-Ilāh parte del generale Abd al-Karim Qasim, che proclamò la repubblica. Zeid e la sua famiglia continuarono a vivere a Londra, dove la famiglia risiedeva durante il colpo di stato.

### Morte
Il principe Zeid morì a Parigi il 18 ottobre 1970 e fu sepolto nel Mausoleo reale del Palazzo Raghdan ad Amman in Giordania.
Suo figlio, il principe Ra'ad bin Zeid, gli è succeduto come capo della Casa Reale dell'Iraq.

## Discendenza
Il principe Zeid e ebbero un solo figlio:
- Ra'ad bin Zeid (n. 18 febbraio 1936), pretendente al trono dell'Iraq. Ha sposato la principessa svedese Margaretha Inga Elisabeth Lind dalla quale ha avuto quattro figli.